# 释圆拙
释圆拙（1909年—1997年11月25日），俗姓贺，名道生，法名慧生，字圆拙，男，福建连江人，中国佛教僧人，曾任中国佛教协会副会长，福建省佛教协会名誉会长。